# Varronia erythrococca
Varronia erythrococca är en strävbladig växtart som först beskrevs av August Heinrich Rudolf Grisebach, och fick sitt nu gällande namn av Harold Norman Moldenke. Varronia erythrococca ingår i släktet Varronia och familjen strävbladiga växter. Inga underarter finns listade i Catalogue of Life.